# Цхруквети
Цхруквети (груз. ცხრუკვეთი) — село в Грузии, на территории Чиатурского муниципалитета края (мхаре) Имеретия.

## География
Село находится на западе центральной части Грузии, на левом берегу реки Садзалихеви, на расстоянии приблизительно 4 километров (по прямой) к югу от города Чиатура, административного центра муниципалитета. Абсолютная высота — 602 метра над уровнем моря.

## Население
По результатам официальной переписи населения 2014 года, в Цхруквети проживало 205 человек (97 мужчин и 108 женщин). В национальной структуре населения грузины составляли 99,5 %, русские — 0,5 %.
| Год  | Население, человек |
| ---- | ------------------ |
| 2002 | 409                |
| 2014 | ↘ 205              |